# Łomnik
Łomnik – dawniej samodzielna wieś, od 1988 część miasta Aleksandrowa Łódzkiego w województwie łódzkim, w powiecie zgierskim. Leży na wschodzie miasta, w rejonie ulicy Łomnik.
Historycznie i przestrzennie związany z pobliską Szatonią.

## Historia
Dawniej samodzielna miejscowość. Od 1867 w gminie Brużyca. W okresie międzywojennym należał do powiatu łódzkiego w woj. łódzkim. W 1921 roku liczył 47 mieszkańców. 27 marca 1924 zniesiono gminę Brużyca, a Łomnik włączono do nowo utworzonej gminy Brużyca Wielka. 1 września 1933 ustanowiono gromadę (sołectwo) Szatonia w granicach gminy Brużyca Wielka, w skład której weszły wsie Szatonia i Łomnik.
Podczas II wojny światowej włączona do III Rzeszy. Po wojnie Łomnik powrócił do powiatu łódzkiego w woj. łódzkim, nadal jako część gromady Szatonia, jednej z 20 takich gminy Brużyca Wielka. W związku z reorganizacją administracji wiejskiej jesienią 1954 Łomnik wszedł w skład nowej gromady Brużyca Wielka. W 1971 roku ludność wsi (wraz z Szatonią) wynosiła 325.
Od 1 stycznia 1973 w gminie Aleksandrów Łódzki. W latach 1975–1987 miejscowość należała administracyjnie do województwa łódzkiego.
1 stycznia 1988 Szatonię z Łomnikiem włączono do Aleksandrowa Łódzkiego.